# Dzielny szeryf Lucky Luke (film 1991)
Dzielny szeryf Lucky Luke – włosko-amerykański film komediowy z 1991 roku. Zrealizowany na podstawie serii komiksów o Lucky Luku. Film stał się pilotem serialu telewizyjnego Lucky Luke.

## Obsada
Źródło: Filmweb
- Terence Hill – Lucky Luke
- Nancy Morgan – Lotta Legs
- Roger Miller – Jolly Jumper
- Fritz Sperberg – Averell Dalton
- Dominic Barto – William Dalton
- Bo Greigh – Jack Dalton
- Ron Carey – Joe Dalton
- Arsenio Trinidad – Ming Li Fu
- Mark Hardwick – Hank
- Neil Summers – Virgil
- Buff Douthitt – major